# Jean Arthuis

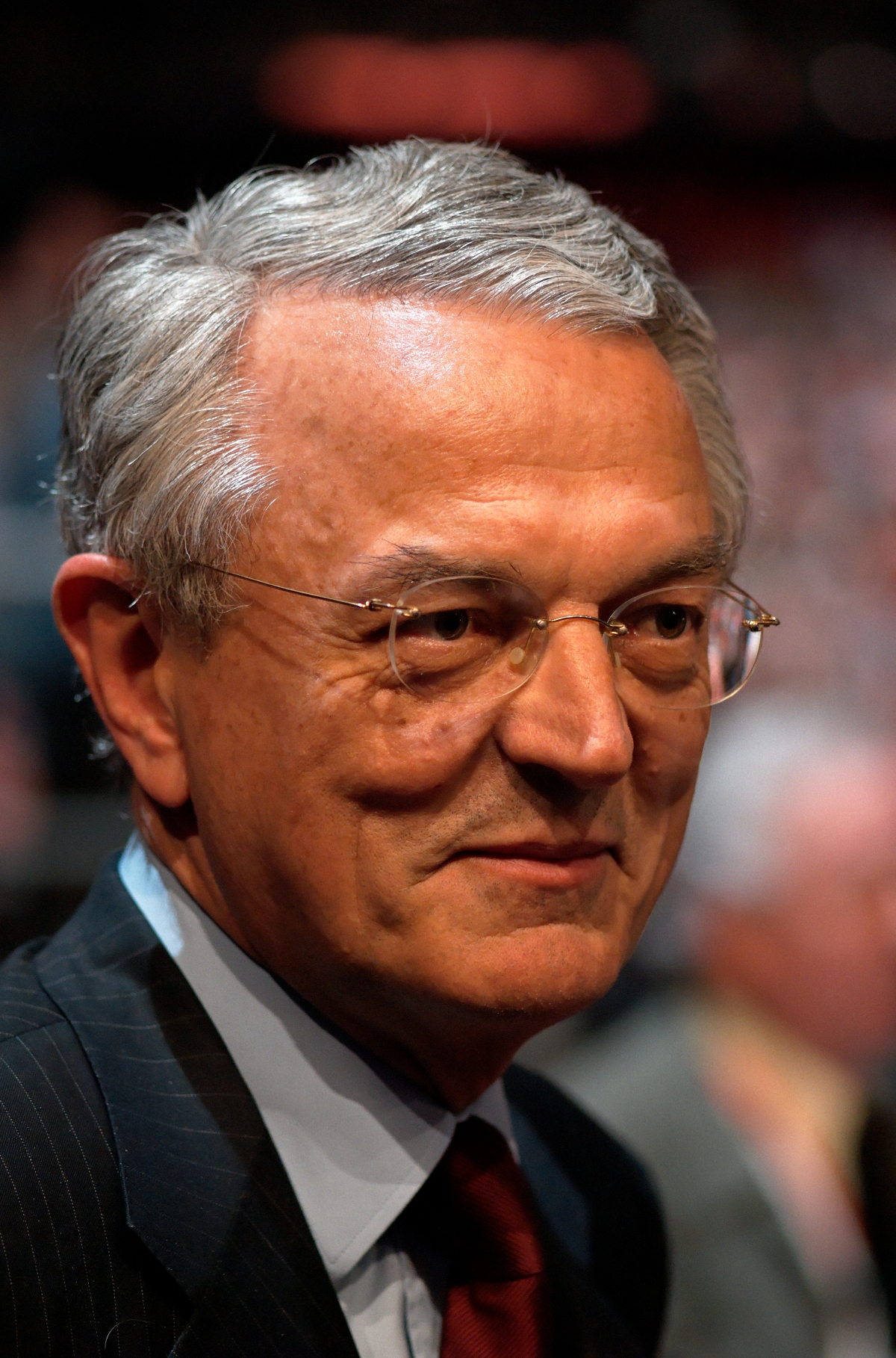
Jean Arthuis (2007)

Jean Arthuis (* 7. Oktober 1944 in Saint-Martin-du-Bois, Département Maine-et-Loire) ist ein französischer Zentrumspolitiker. Er war zwischen 1983 und 2014 mehrmals Senator sowie von 1995 bis 1997 Wirtschafts- und Finanzminister. Von 2014 bis 2019 war er Mitglied des Europäischen Parlaments.

## Ausbildung und Beruf
Jean Arthuis absolvierte ein Studium an der Handelshochschule École supérieure de commerce de Nantes-Atlantique und am Institut d’études politiques de Paris. Er arbeitete zunächst für eine internationale Wirtschaftsprüfungsgesellschaft, bis er 1971 seine eigene Wirtschaftsprüfungskanzlei, Jean Arthuis & Associés, gründete.

## Politische Karriere

### Partei
Arthuis begann seine politische Karriere als Mitglied des christdemokratischen Centre des démocrates sociaux (CDS). Das CDS war ab 1978 ein Bestandteil der unter Staatspräsident Giscard d’Estaing gegründeten Union pour la démocratie française (UDF), die zunächst als lockeres Bündnis zentristischer Kleinparteien organisiert war. Aus diesem Bündnis erwuchs 1998 eine vereinte Partei, die Nouvelle UDF.
Nach einer langen Karriere als Vertreter der christlich-sozialen bzw. sozial-liberalen Tendenzen der UDF geriet Arthuis in Skepsis gegenüber der Strategie seines Parteivorsitzenden François Bayrou, der sich 2007 für den Bruch der Allianz mit dem liberalkonservativen Lager (UMP) entschied. Er trat aber nicht dem Nouveau Centre bei, das die Regierung von Nicolas Sarkozy unterstützte, sondern blieb UDF-Mitglied bis zu deren Auflösung in das Mouvement démocrate (MoDem), dessen Gründung er 2008 als ein Scheitern beschrieb.

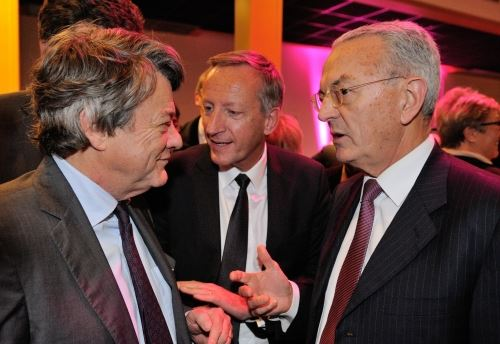
UDI-Vertreter Jean-Louis Borloo, Olivier Richefou und Arthuis (v. l. n. r.), 2014

Seither arbeitete er mit seinem Club Rassembler les Centristes („Die Zentristen versammeln“) und seiner Kleinpartei Alliance Centriste („Zentristische Allianz“) an einer Wiedervereinigung der politischen Mitte Frankreichs nach dem Vorbild der UDF. So war er auch 2012 an der Gründung der Union des démocrates et indépendants (UDI) beteiligt, die genau dieses Ziel verfolgt. Aus der UDI wurde er im Vorfeld der Präsidentschaftswahl 2017 ausgeschlossen, weil er entgegen der Parteilinie die Kandidatur Emmanuel Macrons unterstützte.
Seit 2017 ist er Mitglied von Macrons neu gegründeter Mitte-Partei La République en Marche.

### Lokale und Départementebene
Er wurde 1971 Bürgermeister der Kleinstadt Château-Gontier im Département Mayenne und behielt dieses Amt bis 2001. Damals war es möglich, das Bürgermeisteramt mit Funktionen auf regionaler und nationaler Ebene zu kombinieren.
1976 wurde er Mitglied, 1982 stellvertretender Präsident und von 1992 bis 2014 Präsident des Generalrates (Conseil général) des Départements Mayenne. Anschließend gehörte er dem Generalrat bis 2015 noch als einfaches Mitglied an, dann schied er aus.

### Nationale Ebene
1983 wurde er Senator der Mayenne, 1986 Staatssekretär im Arbeitsministerium und 1987 im Wirtschafts- und Finanzministeriums in der UDF-RPR-Regierung von Jacques Chirac. Nach der Niederlage des bürgerlichen Lagers 1988 beschränkte er sich zunächst wieder auf Lokalpolitik.
Nach der Wahl Jacques Chiracs zum Staatspräsidenten im Jahr 1995 kehrte er zur Nationalpolitik zurück und wurde zuerst Minister für Planung und wirtschaftliche Entwicklung, dann ab August 1995 Wirtschafts- und Finanzminister bis zur Rückkehr der Sozialisten an die Regierung 1997.
1998 wurde er Fraktionsvorsitzender der UDF im Senat (Groupe Union centriste) nach der Abspaltung der liberalkonservativen Parteirechten (Démocratie libérale) unter Alain Madelin. Von 2002 bis 2011 war er Vorsitzender des Finanzausschusses im Senat.

### Europaparlament
Bei der Europawahl 2014 wurde Arthuis über die gemeinsame Liste von MoDem und UDI («L'Alternative») ins Europäische Parlament gewählt. Dort schloss er sich der liberalen ALDE-Fraktion an und war Vorsitzender des Haushaltsausschusses. Zudem war er Delegierter für die Beziehungen zu Iran. Nach der Europawahl 2019 schied er aus dem Europäischen Parlament aus.